# Lijst van voetbalinterlands Gabon - Guinee-Bissau
Deze lijst van voetbalinterlands is een overzicht van alle officiële voetbalwedstrijden tussen de nationale teams van Gabon en Guinee-Bissau. De landen speelden tot op heden drie keer tegen elkaar. De eerste ontmoeting, een groepswedstrijd tijdens de Afrika Cup 2017, werd gespeeld in Libreville op 14 januari 2017. Het laatste duel, een vriendschappelijke wedstrijd, vond plaats op 9 juni 2025 in Mohammedia (Marokko).

## Wedstrijden
| № | Plaats     | Datum            | Competitie        | Wedstrijd             | Uitslag |
| - | ---------- | ---------------- | ----------------- | --------------------- | ------- |
| 1 | Libreville | 14 januari 2017  | Afrika Cup 2017   | Gabon − Guinee-Bissau | 1 − 1   |
| 2 | Antalya    | 17 november 2022 | Vriendschappelijk | Guinee-Bissau − Gabon | 1 − 3   |
| 3 | Mohammedia | 9 juni 2025      | Vriendschappelijk | Guinee-Bissau − Gabon | 0 − 2   |

## Samenvatting
| Competitie        | Totaal gespeeld | Winst Gabon | Gelijk | Winst Guinee-Bissau | Doelsaldo Gabon – Guinee-Bissau |
| ----------------- | --------------- | ----------- | ------ | ------------------- | ------------------------------- |
| Afrika Cup        | 1               | 0           | 1      | 0                   | 1 − 1                           |
| Vriendschappelijk | 2               | 2           | 0      | 0                   | 5 − 1                           |
| Totaal            | 3               | 2           | 1      | 0                   | 6 − 2                           |

## Details

### Eerste ontmoeting
| Afrika Cup 2017 (Libreville, Gabon, 14 januari 2017): |       |                  |
| Gabon                                                 | 1 – 1 | Guinee-Bissau    |
| Pierre-Emerick Aubameyang 52'                         | goals | 90' Juary Soares |

FGF · A-internationals · Selecties · Bondscoaches · Olympisch elftal · Gabonees vrouwenelftal
1960 – 1969 ·
1970 – 1979 ·
1980 – 1989 ·
1990 – 1999 ·
2000 – 2009 ·
2010 – 2019 ·
2020 − 2029
1960 · 
1961 · 
1962 · 
1963 · 
1964 ·
1965 · 
1966 · 
1967 · 
1968 ·
1969 · 
1970 · 
1971 · 
1972 · 
1973 ·
1974 ·
1975 ·
1976 · 
1977 · 
1978 · 
1979 · 
1980 · 
1981 · 
1982 · 
1983 · 
1984 · 
1985 · 
1986 · 
1987 · 
1988 · 
1989 · 
1990 · 
1991 · 
1992 · 
1993 · 
1994 · 
1995 · 
1996 · 
1997 · 
1998 · 
1999 · 
2000 · 
2001 · 
2002 · 
2003 · 
2004 · 
2005 · 
2006 · 
2007 · 
2008 · 
2009 · 
2010 · 
2011 · 
2012 · 
2013 · 
2014 ·
2015 ·
2016 ·
2017 ·
2018 ·
2019 ·
2020 ·
2021 ·
2022 ·
2023
Algerije ·
Andorra ·
Angola ·
België ·
Benin ·
Botswana ·
Brazilië ·
Burkina Faso ·
Burundi ·
Centraal-Afrikaanse Republiek ·
Comoren ·
Congo-Brazzaville ·
Congo-Kinshasa ·
Egypte ·
Equatoriaal-Guinea ·
Gambia ·
Ghana ·
Guinee ·
Guinee-Bissau ·
Ivoorkust ·
Kaapverdië ·
Kameroen ·
Kenia ·
Lesotho ·
Libanon ·
Liberia ·
Libië ·
Madagaskar ·
Malawi ·
Mali ·
Malta ·
Marokko ·
Mauritanië ·
Mauritius ·
Mozambique ·
Namibië ·
Niger ·
Nigeria ·
Oeganda ·
Oman ·
Portugal ·
Rwanda ·
Sao Tomé en Principe ·
Saoedi-Arabië ·
Senegal ·
Seychellen ·
Sierra Leone ·
Soedan ·
Swaziland ·
Tanzania ·
Thailand ·
Togo ·
Tsjaad ·
Tunesië ·
Verenigde Arabische Emiraten ·
Wit-Rusland ·
Zambia ·
Zimbabwe ·
Zuid-Afrika ·
Zuid-Soedan
FFGB · 
Guinee-Bissaus vrouwenelftal
Interlands
Tegenstander:
Algerije ·
Angola ·
Benin ·
Botswana ·
Burkina Faso ·
Burundi ·
Centraal-Afrikaanse Republiek ·
Congo-Brazzaville ·
Djibouti ·
Egypte ·
Equatoriaal-Guinea ·
Ethiopië ·
Gabon ·
Gambia ·
Ghana ·
Guinee ·
Ivoorkust ·
Kaapverdië ·
Kameroen ·
Kenia ·
Liberia ·
Mali ·
Marokko ·
Mauritanië ·
Mozambique ·
Namibië ·
Nigeria ·
Oeganda ·
Sao Tomé en Principe ·
Senegal ·
Sierra Leone ·
Soedan ·
Swaziland ·
Togo ·
Zambia ·
Zuid-Afrika